# ポートランド室内管弦楽団
ポートランド室内管弦楽団（ポートランドしつないかんげんがくだん、英: Portland Chamber Orchestra）は、アメリカ合衆国のオレゴン州ポートランドに拠点を置くオーケストラ。1947年に Boris Sirpo によって設立された。最初の演奏会は、1947年5月27日にネイバーズ・オブ・ウッドクラフト・オーディトリアムで開かれた。現在は、リード・カレッジのカウル・オーディトリアムを拠点として活動している。

## 最初の演奏会
初代音楽監督 Boris Sirpo は、活動的で非常に厳しい指揮者だった。1947年に行われた第1回演奏会では、クリストフ・ヴィリバルト・グルックの《オルフェオとエウリディーチェ》への序曲、アルカンジェロ・コレッリの《合奏協奏曲》、ジョン・ハンフリーズの《弦楽のための協奏曲》、カール・シュターミッツの《オーケストラ四重奏曲》、パウル・ヒンデミットの《弦楽のための3つの小品》、ジャン・シベリウスの《ロマンス ハ長調》、アントン・アレンスキーの《チャイコフスキーの主題による変奏曲》、ヨハン・ゼバスティアン・バッハの《ヴィヴァルディの主題による協奏曲 イ短調》が演奏された。

## 歴代音楽監督・客演指揮者
- 1947-1967 Boris Sirpo
- 1967-1970 John Trudeau
- 1970-1992 Paul Bellam
- 1992 Sylvan Fremaux (guest conductor)
- 1992 Charles Schneider (guest conductor)
- 1993 Anthony Armore (guest conductor)
- 1993-1996 Charles Schneider
- 1996-2002 Anthony Armore
- 2002-2023 Yaacov Bergman